# VSIG4
VSIG4 (англ. V-set and immunoglobulin domain containing 4) – білок, який кодується однойменним геном, розташованим у людей на X-хромосомі. Довжина поліпептидного ланцюга білка становить 399 амінокислот, а молекулярна маса — 43 987.
| 10         |  | 20         |  | 30         |  | 40         |  | 50         |
| ---------- |  | ---------- |  | ---------- |  | ---------- |  | ---------- |
| MGILLGLLLL |  | GHLTVDTYGR |  | PILEVPESVT |  | GPWKGDVNLP |  | CTYDPLQGYT |
| QVLVKWLVQR |  | GSDPVTIFLR |  | DSSGDHIQQA |  | KYQGRLHVSH |  | KVPGDVSLQL |
| STLEMDDRSH |  | YTCEVTWQTP |  | DGNQVVRDKI |  | TELRVQKLSV |  | SKPTVTTGSG |
| YGFTVPQGMR |  | ISLQCQARGS |  | PPISYIWYKQ |  | QTNNQEPIKV |  | ATLSTLLFKP |
| AVIADSGSYF |  | CTAKGQVGSE |  | QHSDIVKFVV |  | KDSSKLLKTK |  | TEAPTTMTYP |
| LKATSTVKQS |  | WDWTTDMDGY |  | LGETSAGPGK |  | SLPVFAIILI |  | ISLCCMVVFT |
| MAYIMLCRKT |  | SQQEHVYEAA |  | RAHAREANDS |  | GETMRVAIFA |  | SGCSSDEPTS |
| QNLGNNYSDE |  | PCIGQEYQII |  | AQINGNYARL |  | LDTVPLDYEF |  | LATEGKSVC  |

A: Аланін

C: Цистеїн

D: Аспарагінова кислота

E: Глутамінова кислота

F: Фенілаланін

G: Гліцин

H: Гістидин

I: Ізолейцин

K: Лізин

L: Лейцин

M: Метіонін

N: Аспарагін

P: Пролін

Q: Глутамін

R: Аргінін

S: Серин

T: Треонін

V: Валін

W: Триптофан

Задіяний у таких біологічних процесах, як імунітет, вроджений імунітет, альтернативний шлях активації комплементу, альтернативний сплайсинг. 
Локалізований у мембрані.